# Överkalix (gemeente)
Överkalix (Fins: Ylikainuu) is een Zweedse gemeente in Norrbotten. De gemeente behoort tot de provincie Norrbottens län. Ze heeft een totale oppervlakte van 2946,3 km² en telde 3933 inwoners in 2004.

## Geografie
Het dorp Överkalix is gelegen aan de Kalixälven; het dorp trekt door zijn ligging jaarlijks vele toeristen en sportvissers. Nabij Överkalix liggen ook twee grote watervallen in deze rivier.
Noordwaarts langs de Kalix älv liggen de Zweedse ijzerertsmijnen. Ten zuiden van Överkalix liggen een aantal grotere plaatsen, waarvan Luleå het meest in de buurt ligt.
Het vliegveld Överkalix-Naisheden bevindt zich ook in de gemeente.

## Taal
Er wordt een markant Zweeds dialect gesproken (överkalixmål in het Zweeds). Van oudsher wordt Fins (of Meänkieli) en Lule-Samisch gesproken, en veel namen hebben er dan ook een Finse en soms ook een Samische variant.